# Vauchoux
Vauchoux település Franciaországban, Haute-Saône megyében. Lakosainak száma 122 fő (2022. január 1.). Vauchoux Port-sur-Saône, Chemilly, Ferrières-lès-Scey, Montigny-lès-Vesoul, Pontcey és Scye községekkel határos.

## Népesség
A település népessége az elmúlt években az alábbi módon változott:
| Lakosok száma | 125  | 120  | 118  | 111  | 111  | 113  | 113  | 117  | 122  |
|               | 2013 | 2015 | 2016 | 2017 | 2018 | 2019 | 2020 | 2021 | 2022 |